# Stenia (crambídeos)
Stenia (Crambidae) é um gênero de mariposa pertencente à família Crambidae.